# Cuscuta palustris
Cuscuta palustris är en vindeväxtart som beskrevs av Truman George Yuncker. Cuscuta palustris ingår i släktet snärjor, och familjen vindeväxter. Inga underarter finns listade i Catalogue of Life.